# ب الشاوش (الرجم)

تعديل مصدري - تعديل

ب الشاوش هي إحدى قرى عزلة بني البدي بمديرية الرجم التابعة لمحافظة المحويت، بلغ تعداد سكانها 215 نسمة حسب تعداد اليمن لعام 2004.